# ソニーのデジタルコンパクトカメラ製品一覧
ソニーのデジタルコンパクトカメラ製品一覧（ソニーのコンパクトデジタルカメラせいひんいいちらん）は、ソニーの発売してきたデジタルコンパクトカメラの一覧。中にはコンパクトといいかねる容積を持つものもあるが、それらも一括して取り上げる。

## サイバーショットシリーズ
記録媒体にメモリースティックを使用するコンパクトデジタルカメラ全般のブランド名。DSC-U50以降のモデルは小型化のためにメモリースティックDuoを使うモデルが殆どである。2010年からはSDメモリーカード対応モデルも登場した。型番は基本的には「DSC-シリーズ名を表す1桁のアルファベット+1～3桁の数字」で構成されているが、一部例外としてシリーズ名のアルファベットが2桁のモデルや、数字の後にアルファベットがつくモデルがある。型番頭のDSCは「Digital Still Camera」を意味する。例外はあるものの同一シリーズでは似通った外観となっており後発モデルの方が数字が大きくなる傾向にある。
また、ソニーは元々ハンディカム用レンズで協業を行っていたこともあり、カール・ツァイスブランドのレンズが使われているモデルも多い。

## デジタルマビカシリーズ
デジタルマビカは記録媒体に3.5インチのフロッピーディスクまたは8センチのコンパクトディスクを使用するデジタルスチルカメラ製品群の愛称。

## クオリア016
ソニーがかつて展開していた高級AV家電ブランド、QUALIAシリーズで発売された超小型（親指程度のサイズ）のデジタルカメラ。2003年6月24日発売、定価38万円。有効画素数約200万画素で単焦点レンズという当時としてもロースペックといえるものだが、緻密な造りこみと素材感のためにトイカメラっぽくはなく、スパイカメラのミノックスに似た感触。搭載されたモニターは2011年現在でも最小クラスとなる0.55型。